# The Creeps
The Creeps var ett svenskt pop/rockband, aktivt mellan 1982 och 1997.

## Biografi
The Creeps bildades i början av 1980-talet i Älmhult under namnet Pillepops år 1982, ett punkinspirerat band som bestod av Robert Jelinek på gitarr och sång, Patrik "Putte" Olsson på trummor och Anders Johansson på bas. Deras första spelningar i Älmhult skedde på rockgalor med lokala band och slutade ofta med kaos, rökutveckling och utryckning av räddningstjänsten. År 1985 spelades den första demon in i en studio i Älmhult och en låt från den letade sig in på en samlingsplatta med svenska garageband. Bandet utökades sedermera med Hans Ingemansson på orgel.
Albumet Enjoy the Creeps som kom 1986, blev början till en musikalisk vandring från engelskdoftande 1960–70-tal till en för den tiden ovanlig blandning av soul och pop. Bandet hade sin storhetstid i början av 1990-talet med låtar som "Ooh – I Like It!" och "Smash!", titellåten till TV-serien S*M*A*S*H, båda från albumet Blue Tomato. Deras sista album, Mr. Freedom Now! släpptes 1996, och bandet upplöstes året därpå.
De gjorde även musiken till TV-julkalendern "Mysteriet på Greveholm", som sändes 1996.
Bandet återförenades tillfälligt år 2007, för en spelning i Älmhult på Silverdalen.
Före spelningen på Silverdalen hade de en privat spelning på Swedwoods 25-årsjubileum i Älmhult (IKEA Industry Älmhult senhöst 2013) vilket inte är allmänt känt. Ytterligare tre spelningar ägde rum i oktober och november 2008, i Stockholm, Göteborg och Malmö. Sen blev det ännu en 2010 i maj i Växjö.
Hans Ingemansson var också känd som manusförfattare för TV, med mera.

## Medlemmar
- Robert Jelinek – sång, gitarr
- Hans Ingemansson – hammondorgel, piano
- Anders Johansson – basgitarr
- Patrick Olsson – trummor

## Diskografi
Studioalbum
- 1986 – Enjoy the Creeps
- 1988 – Now Dig This!
- 1990 – Blue Tomato
- 1993 – Seriouslessness
- 1996 – Mr. Freedom Now!

EP
- 1993 – Change It

Singlar
- 1988 – "You'll Love Me More Every Day" / "Bring Some Wood"
- 1988 – "Don't Go Away" / "Bring Some Wood"
- 1989 – "Right Back On Track" / "A Smashing Good Time"
- 1990 – "Ohh I Like It" / "Smash!"
- 1990 – "Way Cool (The Global Groove Mix)" / "Way Cool (Original Nordik Ghetto Mix)"
- 1996 – "Make It Easy"

Samlingsalbum
- 2006 – Guldkorn